# Естрелья (футбольний клуб)
Футбольний клуб «Естрелья» (нід. Sport Vereniging Estrella) — арубський футбольний клуб з міста Санта-Крус. Клуб був заснований у 1948 році, та проводить домашні матчі на стадіоні «Трінідад» в Ораньєстаді місткістю 2500 глядачів. Клуб грає у Дивізіоні пошани Аруби, найвищому футбольному дивізіоні острова, та 12 разів вигравав чемпіонат острова, також клуб ставав переможцем чемпіонату Нідерландських Антільських Островів.

## Титули і досягнення
- Чемпіон Аруби (12): 1968, 1973, 1977, 1985, 1988, 1989, 1990, 1992, 1996, 1998, 1999, 2006
- Переможець чемпіонату Нідерландських Антільських Островів: 1970